# Oscar Quensel
Johan Oscar Quensel, född 29 juli 1845 i Göteborg, död 31 juli 1915 i Uppsala, var en svensk präst och professor i praktisk teologi. 
Quensel var son till en grosshandlare, blev student vid Uppsala universitet 1863 och prästvigdes 1875. Efter att ha verkat som sjömanspräst i West Hartlepool blev han kyrkoherde i Marstrand 1877. Han gifte sig 1880 med Florence Dickson. Efter tio år övergick han till en docentur i praktisk teologi vid Uppsala universitet. Han blev 1898 extra ordinarie professor i praktisk teologi, disputerade 1907 för doktorsgraden och blev 1909 ordinarie professor i pastoralteologi samt avgick redan 1910. 
Quensel var en produktiv författare inom sitt ämnesområde, särskilt inom liturgiken. Bland hans arbeten märks Bidrag till svenska liturgiens historia (1890-93), Homiletik (1894-96; 3:e uppl. 1910) och Strödda drag af svenskt kyrkolif under gångna tider (1912) samt talrika uppsatser i Tidskrift för kristlig tro och bildning, Teologisk tidskrift och Kyrklig tidskrift. För den sistnämnda var han 1895-1905 medredaktör. Som en av Pontus Wikners närmaste vänner utgav han dennes Samlade predikningar (1889).
Makarna Quensel var, främst genom Florences intressen, orienterade mot den engelska kulturen och talade engelska inom familjen. Quensel lät uppföra den pampiga villan på Trädgårdsgatan 11, benämnd Engelska villan, Trädgårdsvillan eller, i studenthumorn, Kristliga enkelheten.
Oscar Quensel var sonson till landskamreraren Eberhard Quensel, brorsons son till biologen Conrad Quensel, svärfar till överstelöjtnant Edward Helling, far till geologen Percy Quensel och farfar till psykoanalytikern Margit Norell.